# トータル・リコール
『トータル・リコール』（原題: Total Recall）は、1990年のアメリカ映画。
フィリップ・K・ディックが1966年に発表した小説『追憶売ります』（We Can Remember It for You Wholesale）を映画化したSF映画である。ただし原作は数十ページ程度の短編であり、映画化に際してかなり多くのシーン（特にアクション・シーン）が追加されている。
第63回アカデミー賞では特別業績賞（視覚効果賞）を受賞した。音響効果賞、録音賞にもノミネートされた。
スティーヴン・ジェイ・シュナイダーの『死ぬまでに観たい映画1001本』に掲載されている。

## あらすじ

### 火星の夢とリコール社
近未来。火星には植民地が築かれ、多くの人類が居住しているが、酸素が薄く気圧が低いため防護服無しでは建物の外に出られず、「エネルギー採掘会社と反乱分子との間で紛争が絶えない」と連日報じられている。
地球に暮らすダグラス・クエイドはごく普通の建設労働者で、結婚8年になる妻のローリーと2人暮らし。彼は毎夜、行ったことが無い火星の夢に悩まされていた。「火星に移住したい」との想いをローリーに伝えるも一蹴されたクエイドは、列車内で偶然「旅行の記憶を売る」というリコール社（REKALL）の広告を見つける。同僚の労働者ハリーから反対されながらも、クエイドはリコール社へ出向き、「秘密諜報員として火星を旅する」というコースを選択、夢の中のパートナーとなる女性の顔をモンタージュで作成し、注射によって眠りにつく。
ところが、突然クエイドはわめきながら暴れだした。記憶の植え付けに失敗したと思われたが、従業員曰く記憶の植え付け処置まだ行われていなかった。クエイドが、実際に火星へ行ったことがあると察したリコール社は、トラブルを恐れ、クエイドに麻酔をかけてリコール社に来た記憶自体を消し、タクシーに乗せ自宅へ送り返す。
帰宅途中、ハリーを含む謎のグループに襲われるクエイドだったが、クエイドは身に覚えのない格闘術でその全員を殺害。ようやくたどり着いた自宅でローリーに事の顛末を訴えるが、その彼女からも攻撃を受ける。クエイドに取り押さえられたローリーは「クエイドの記憶は全てニセモノであり、自分は妻ではなく、クエイドの監視役である」と告げる。混乱するクエイドのもとへ迫るリクターとその部下たち。何とか彼らを振り切ったクエイドは、謎の男からカバンを受け取る。その中のパソコンのモニターに、クエイドと全く同じ顔をしたハウザーと名乗る男が現れ、「ダグラス・クエイドとは、ハウザーがとある事情により記憶を消された仮の人物である」と語った。カバンの中には金や偽造された身分証、そして特殊器具や変装道具も用意されており、体に埋め込まれていた位置発信器を器具で取り除いたクエイドはハウザーのメッセージ通り火星へ向かう。

### そして火星へ
火星の宇宙港へ、太った女性に変装して降り立ったクエイド。入境審査で正体を暴かれるも、再び現れたリクターたちの追跡を振り切って、火星の酒場「最後の楽園」にたどり着いたクエイドが出会ったのは、以前夢で見たことがあり、リコール社でのモンタージュでも選んだ黒髪の女性メリーナ。メリーナはクエイドをハウザーと呼ぶが、ハウザーだった過去を思い出せないクエイド。過去にクエイドが仲間を裏切ったと言うメリーナは、彼の話に耳を傾ける様子がない。すげなく追い出された彼がホテルの部屋へ着くと、突然妻のローリーと医者を名乗る男が現れ、「クエイドは現実には火星にはおらず、まだリコール社で夢を見ている。夢から覚めるため薬を呑め」と迫る。医者が冷や汗をかいているのを怪しんだクエイドが、彼を射殺すると、正体を現したローリーとその部下たちによって拉致されかけるが、そこへメリーナが参上。ローリー達を倒したクエイドとメリーナは逃亡する。
リクターたちに追われたクエイドとメリーナは酒場の隠し扉から坑道に逃れ、その先の地下墓地に隠された反乱分子の拠点で、首領であるミュータントのクアトーと対面。その超能力により記憶の一部を取り戻したことで、「火星には50万年前にエイリアンが作ったリアクターがあり、それを使って酸素を作り出せるが、採掘業者による火星支配の邪魔になるため世間には伏せられている」という事実を知る。
しかし、クエイドが火星で出会ったタクシー運転手ベニーの裏切りによって治安部隊が突入してきて、クアトーは殺され、クエイドは採掘会社総督コーヘイゲンのもとに連行される。コーヘイゲンは「ハウザーは自分の部下であり、クアトーの居所をつかむため、記憶を消しクエイドとして地球へ送りこんだ」と語り、リコール社と同様の装置でクエイドをハウザーに戻し、メリーナの人格も変えようとする。
反乱分子に共感していたクエイドは、装置を破壊してメリーナとともに脱出。坑道の先に隠された地下氷河とリアクターにたどりつき、銃撃戦の末にリクターを倒す。コーヘイゲンはリアクターの起動スイッチを爆破しようとするが、クエイドが奪って投げ捨てた爆弾は外部への隔壁を破り、火星の大気中へ吸い出されたコーヘイゲンは苦悶して死亡。遅れてクエイドとメリーナも吸い出されるが、その寸前にクエイドの手がリアクターのスイッチを押した。火星は氷河から作り出された酸素に包まれ、地表では防護服無しで人間が暮らせるようになり、火星の民衆は圧政から解放された。クエイドは「これも夢かもしれない」と思いつつも、青く変わった火星の空の下でメリーナとキスを交わす。そこで画面がホワイトアウトし、映画は終わる。

## 登場人物
現実とリコール社で見た夢の両方に出てくる人物については、それぞれの中での設定を記す。
ダグラス・クエイド / ハウザー
演 - アーノルド・シュワルツェネッガー
本作の主人公。現実では普通の建設労働者。毎晩見る火星の夢に悩まされ、夢の中にある女性が登場する。自分の現状に疑問を持ち、記憶を植え付ける旅行会社リコールへ赴く。
リコール社で見た夢の中では、火星のコーヘイゲンの元で働いており、エイリアンの作ったリアクターを作動させると空気（酸素）が放出され、コーヘイゲンの支配が崩れることを知っている。逃亡中に拾ったトランクのビデオの指示に従い、頭の中の発信器を特殊器具で抜いて、火星へ赴く。コーヘイゲンの元に連行された後、研究室でリアクターに関する記憶を消されそうになるが、死闘の末にリアクターを起動させると、火星の青空の下でメリーナとキスを交わす。
メリーナ
演 - レイチェル・ティコティン
現実では、リコール社で組み立てられたモンタージュ写真。クエイドの好みに合わせた結果、毎晩見る夢に登場する女性に似ることになった。
リコール社でクエイドが見た夢の中では、火星の反乱組織のメンバー。火星のパブ「最後の楽園」でダグラスことハウザーに再会した際に平手打ちを放って「あんたって人は!　心配していたのよ!」と叱りつつも、彼を抱擁した。地球での出来事や記憶を失ったことを聞かされるが信じず、いったんは彼を追い出す。
その後ローリー達に捕まったクエイドを救出する。
研究室の機械にダクラスとともに拘束された際、コーヘイゲンに「ダメだよお嬢さん、矯正するんだから。君は素直で尊敬されて賞賛されるようになるから。これが女性の道……」と諭されるが唾を浴びせて反抗し、洗脳寸前でクエイドに助けられる。
リアクターの起動後、クエイドとキスを交わす。
ローリー
演 - シャロン・ストーン
現実では、クエイドの妻。
リコール社でクエイドが見た夢の中では、リクターの手下で、リコール社から帰宅したクエイドを射殺しようとする。結局取り押さえられて、取り上げられた銃で脅され正体と実際の出来事を告げ、クエイドを懐柔しようとするが「これで離婚だ」と殴られて昏倒。
火星のホテルでエッジマーに同行して部屋に再度現れ、彼が射殺された後、隣の部屋から壁に大穴を開けて突入した部下達に拘束されたクエイドの頭を蹴って「火星まで来させた仕返しよ」と股間を蹴りつける。気絶した彼を連行しようとする途中、エレベーターホールで襲撃してきたメリーナと戦い、彼女にとどめを刺そうとしたときクエイドに銃を向けられ「私たち夫婦なのよ!」と命乞いをして騙し討ちしようとしたが、それを見抜いていたクエイドにすかさず額を撃たれ死亡、「これで離婚した」と吐き捨てられる。
コーヘイゲン
演 - ロニー・コックス
現実では、テレビニュースに登場する人物。
リコール社でクエイドが見た夢の中では、火星の採掘会社の総督。空気を独占して火星社会を支配するが、クアトーの革命運動に悩まされていた。友人でもある部下ハウザーの記憶を消し、ダグラス・クエイドとして地球へ送り込んだ。
ジョージとクアトーの死後、思惑通りに反乱組織を暴くこととなったクエイドに感謝しつつ、研究室の機械でクエイドとメリーナの記憶を書き換えようとして別れを告げる。
リアクターの起動を試みるクエイドを阻止しようとして、床に設置した自爆装置をリモコンで作動させたが、クエイドに自爆装置を投げ捨てられた。爆発で壊れたドームから火星の地表へ吸い出され、低圧・低酸素の大気で苦悶の内に死亡。
リクター
演 - マイケル・アイアンサイド
リコール社でクエイドが見た夢に現れるコーヘイゲンの手下。部下のローリーとは情を通じており、彼女が誰かに触られることを極度に嫌がる。また、彼女が任務のため偽装結婚したクエイドのことを快く思っていない。クエイドの正体をコーヘイゲンから知らされておらず、彼を本気で殺害ないし捕獲しようと試みる。
火星のリアクター内の通路で治安部隊と一緒に待ち構えてクエイドに銃撃を浴びせるも、通用せず「畜生…！」と驚いたが、ホログラムが作り出した偽者だと気付いた。
最上部へつながるエレベータで先回りしようとしたが、追い付いて飛び乗って来たクエイドと格闘し、落下しかけて腕で床板にしがみ付くものの、ゴンドラと昇降路の間に両腕をもがれ墜落死した。
ジョージ
演 - マーシャル・ベル
リコール社でクエイドが見た夢に現れる、クアトーを体内に宿した火星反乱組織の男性。地下墓地の奥に隠された秘密基地で暮らしている。治安部隊の襲撃から逃れようと、クエイドたちをエアロックへ案内するが、ベニーに射殺される。
クアトー
演（声） - マーシャル・ベル
現実では、テレビニュースで名前のみ語られる火星反乱組織の謎のリーダー。
リコール社でクエイドが見た夢の中では、ジョージの胴体に宿った赤子のようなミュータント。火星住民たちの解放のため、リアクターの起動を目論んでいる。超能力でクエイドの記憶を復元できる。ジョージの死後「リアクターを起動してくれ……」と遺言を残すがリクターに射殺される。
ベニー
演 - メル・ジョンソン・Jr
リコール社でクエイドが見た夢に現れる陽気なタクシー運転手。火星に着いたクエイドをパブ「最後の楽園」に送る。その後、リクターに追われるクエイドとメリーナと一緒に3人でタクシーに乗って逃走し、隠し通路で自らもミュータントだと明かす。しかしエアロックでジョージを射殺し、自分はコーヘイゲンの手下だと明かして、治安部隊を迎え入れてクエイド達をコーヘイゲンの元へ連行した。
研究室を脱出してリアクターへの通路を探していたクエイド達を掘削機で殺そうとするが、落ちていた掘削用ドリルで油圧のホースを破られたことで攻撃力を奪われ、同じドリルで運転席側面から刺し殺された。子供が5人いるなど既婚者であることをアピールしていたが、実際には独身で（養子であるが）子供も4人だった。
エッジマー
演 - ロイ・ブロックスミス
現実では、リコール社のCMキャラクター。
リコール社でクエイドが見た夢の中では、火星のクエイドを訪れる医者。リコール社で眠っている現実のクエイドが緊急事態に陥ったから夢の中まで迎えに来たと言い、ローリーも部屋に連れてきて現実に帰るように説得させる。夢の中にいる根拠として、全てリコール社で売り込まれたとおりの展開だと指摘するが、クエイドは偶然の一致だとして信じず、夢の中だというなら引き金を引いてもいいわけだなとエッジマーを銃で脅す。エッジマーはもちろんよいと答えつつ、私を殺したら現実に戻れなくなり植物人間になると説得する。クエイドに元の世界に戻りたい願望を象徴した錠剤を飲ませようとするが、顔に流れた汗から嘘と見なされ、額を撃ち抜かれ死亡。
ボブ・マクレーン
演 - レイ・ベイカー
現実では、リコール社の役員。火星旅行を希望したクエイドに別人になりきれる特別コースを売り込む。
リコール社でクエイドが見た夢の中では、夢の中のリコール社で騒動を起こしたクエイドから記憶を消して眠らせたままタクシーに乗せて追い返してしまう。
ヘルム
演 - マイケル・チャンピオン
リコール社でクエイドが見た夢に現れるコーヘイゲンの手下で、リクターの相棒。冷静だが皮肉屋。共にクエイドを追っていたが、検問でリクターがドームのガラスを割ってしまい、死者を出した（少なくとも治安部隊の数名が犠牲になっている）ことがきっかけで懲りており、ドーム付近にいるクエイドとメリーナに向けて発砲しようとした際は、銃弾でガラスが割ることを恐れ発砲に躊躇したり、直情的なリクターを止めようとするなど融通が利く一面を見せた。リクターの銃を落としたトニーに重傷を負わせることに成功するが、直後男性客に羽交い締めされ、小柄な女性コンパニオンによって刺殺された。
トニー
演 - ディーン・ノリス
リコール社でクエイドが見た夢に現れるパブ「最後の楽園」の男性。ミュータントで、顔の右側面がはれ上がった容貌。最初に会った時は怪訝な態度だったが、リクターに追われているクエイドたちを隠し通路へ案内して彼らを匿い、治安部隊とも戦うが、その過程でヘルムに発砲され左肩に重傷を負ってしまう。
ハリー
演 - ロバート・コスタンゾ
現実では、クエイドの同僚。リコール社へ行くのはやめておけと作業現場で忠告する。
リコール社でクエイドが見た夢の中では、コーヘイゲンが送り込んだ監視役。クエイドがリコール社に行ってきたと知ると、彼を殺そうとするが、返り討ちにされる。
ジョニーキャブ
演（声） - ロバート・ピカード
リコール社でクエイドが見た夢に現れる無人運転タクシーの運転手ロボット。リコール社で騒ぎを起こして気を失ったクエイドはタクシーの車中で目を覚ます。クエイドは気を失っていた間に何があったのかという趣旨でどうやってこのタクシーに乗ったのかと尋ねるが、ジョニーキャブは 「ドアが開いて、あなたが乗りました」と要領を得ない。
リクターに追われて自宅から逃走した際に捕まえたジョニーキャブは、早く車を出せと命じても行き先を訊ねるばかり。しびれを切らしたクエイドはジョニーキャブを運転台からもぎ取って自ら廃墟まで運転する。到着後、ジョニーキャブは料金を踏み倒されたことに怒ったかのようにクエイドを目がけて暴走するが、壁に衝突して「またのご利用を……お待ちしております……」と自爆した。前者の時は客であるクエイドが乗って寝ている中、運転しながら口笛を吹き、後者では「私、ジョニーです」と自己紹介をしたりと機械ながら人間臭い仕草をする。

## キャスト
| 役名                             | 俳優                             | 日本語吹替                 | 日本語吹替                                                 | 日本語吹替                                       | 日本語吹替     |
| 役名                             | 俳優                             | ソフト版                   | テレビ朝日版                                               | ANA機内上映版                                    | 機内上映版2    |
| -------------------------------- | -------------------------------- | -------------------------- | ---------------------------------------------------------- | ------------------------------------------------ | -------------- |
| ダグラス・クエイド / ハウザー    | アーノルド・シュワルツェネッガー | 屋良有作                   | 玄田哲章                                                   | 谷口節                                           | 屋良有作       |
| メリーナ                         | レイチェル・ティコティン         | 戸田恵子                   | 弥永和子                                                   | 横尾まり                                         |                |
| ローリー                         | シャロン・ストーン               | 高島雅羅                   | 小山茉美                                                   | 榊原良子                                         |                |
| コーヘイゲン                     | ロニー・コックス                 | 家弓家正                   | 中村正                                                     | 大木民夫                                         |                |
| リクター                         | マイケル・アイアンサイド         | 内海賢二                   | 羽佐間道夫                                                 | 麦人                                             |                |
| ジョージ                         | マーシャル・ベル                 | 池田勝                     | 麦人                                                       | 吉水慶                                           |                |
| クアトー                         | マーシャル・ベル                 | 辻村真人                   | 吉水慶                                                     |                                                  |                |
| ベニー                           | メル・ジョンソン・Jr             | 田中亮一                   | 樋浦勉                                                     | 秋元羊介                                         |                |
| エッジマー                       | ロイ・ブロックスミス             | 筈見純                     | 阪脩                                                       | 峰恵研                                           |                |
| ボブ・マクレーン                 | レイ・ベイカー                   | 有本欽隆                   | 小川真司                                                   | 吉水慶                                           |                |
| ヘルム                           | マイケル・チャンピオン           | 稲葉実                     | 大塚芳忠                                                   | 西村知道                                         |                |
| ドクター・ラル                   | ローズマリー・ダンスモア         | さとうあい                 | さとうあい                                                 | 滝沢久美子                                       |                |
| アーニー                         | デビッド・ネル                   | 高宮俊介                   | 島田敏                                                     | 小室正幸                                         |                |
| ティファニー（リコール社の受付） | アレクシア・ロビンソン           | 松本梨香                   | 小林優子                                                   | 亀井芳子                                         |                |
| トニー                           | ディーン・ノリス                 | 田原アルノ                 | 秋元羊介                                                   | 茶風林                                           |                |
| バーテンダー                     | マーク・カールトン               | 島香裕                     | 辻親八                                                     |                                                  |                |
| メアリー                         | リシア・ナフ                     | 滝沢久美子                 | 滝沢久美子                                                 | 滝沢久美子                                       |                |
| ハリー                           | ロバート・コスタンゾ             | 島香裕                     | 麦人                                                       | 島香裕                                           |                |
| 大柄な女性                       | プリシラ・アレン                 | 片岡富枝                   | さとうあい                                                 | 片岡富枝                                         |                |
| 入国管理官                       | ケン・ストロースバーグ           | 高宮俊介                   | 高宮俊介                                                   | 星野充昭                                         |                |
| エヴェレット                     | マルク・アレイモ                 | 西村知道                   | 千田光男                                                   | 笹岡繁蔵                                         |                |
| レジスタンスの男                 | マイケル・グレゴリー             | 有本欽隆                   | 水野龍司                                                   |                                                  |                |
| ホテルのフロント係               | ケン・ギルディン                 | 高宮俊介                   | 田中正彦                                                   | 西村知道                                         |                |
| 頑丈な鉱夫                       | ミッキー・ジョーンズ             | 池田勝                     | 吉水慶                                                     |                                                  |                |
| エージェント                     | ロジャー・カドニー               | 辻親八                     | 幹本雄之                                                   |                                                  |                |
| タクシードライバーの声           | ロバート・ピカード               | 西村知道                   | 千田光男                                                   | 峰恵研                                           |                |
| その他                           | N/A                              | 星野充昭 中沢みどり 紗ゆり | 中博史 竹口安芸子 麻生侑里 叶木翔子                        | 加藤正之 達依久子 安永沙都子                     | 清水敏孝       |
| 日本語版スタッフ                 |                                  |                            |                                                            |                                                  |                |
| 演出                             | 演出                             | 蕨南勝之                   | 蕨南勝之                                                   | 伊達康将 高橋剛                                  | 吉田啓介       |
| 翻訳                             | 翻訳                             | 武満眞樹                   | 平田勝茂                                                   | 山田ユキ                                         |                |
| 調整                             | 調整                             | 金谷和美                   | 蝦名恭範                                                   |                                                  |                |
| 効果                             | 効果                             |                            | 佐藤良介                                                   |                                                  |                |
| 担当                             | 担当                             | 吉富孝明                   |                                                            |                                                  |                |
| プロデューサー                   | プロデューサー                   |                            | 猪谷敬二                                                   |                                                  |                |
| 制作                             | 制作                             | ニュージャパンフィルム     | ニュージャパンフィルム                                     | 東北新社                                         | グロービジョン |
| 初回放送                         | 初回放送                         | N/A                        | 1992年4月5日 『日曜洋画劇場』 21:02 - 23:19 本編ノーカット | 2025年2月16日 BS10スターチャンネル 11:45 - 13:45 | N/A            |

- 2019年10月4日発売のKADOKAWA / 角川書店のBlu-rayにはソフト版とテレビ朝日版の吹替2種が収録されている。
- 2020年11月27日に4Kデジタルリマスターのリバイバル上映の際はテレビ朝日版の吹替が初めて劇場公開された。
- U-NEXTでは以前、テレビ朝日版の吹替が短縮版で配信されていたが、現在はソフト版が配信されている。

## 地上波放送履歴
音源は全てテレビ朝日版を使用。
| 回数   | テレビ局   | 番組名             | 放送日         |
| ------ | ---------- | ------------------ | -------------- |
| 初回   | テレビ朝日 | 日曜洋画劇場       | 1992年4月5日   |
| 2回目  | 日本テレビ | 金曜ロードショー   | 1993年10月1日  |
| 3回目  | フジテレビ | ゴールデン洋画劇場 | 1994年11月26日 |
| 4回目  | 日本テレビ | 金曜ロードショー   | 1996年3月1日   |
| 5回目  | テレビ朝日 | 日曜洋画劇場       | 1997年4月20日  |
| 6回目  | フジテレビ | ゴールデン洋画劇場 | 1998年10月17日 |
| 7回目  | 日本テレビ | 金曜ロードショー   | 2000年10月20日 |
| 8回目  | 日本テレビ | 金曜ロードショー   | 2002年10月4日  |
| 9回目  | テレビ東京 | 木曜洋画劇場       | 2008年6月19日  |
| 10回目 | テレビ朝日 | 日曜洋画劇場       | 2011年4月3日   |
| 11回目 | テレビ東京 | 午後のロードショー | 2012年6月14日  |
| 12回目 | テレビ東京 | 午後のロードショー | 2014年8月26日  |
| 13回目 | テレビ東京 | 午後のロードショー | 2020年5月15日  |
| 14回目 | テレビ東京 | 午後のロードショー | 2022年6月24日  |

## 作品解説
映画全体が夢であったのか
本作品はホワイトアウトで終わってエンドロールに移るが、DVD版のオーディオコメンタリーによれば、これはエンドロール直前までがリコール社で見た夢であったことを意味する。日本語吹き替えVHSビデオ版では、クエイドが満足そうな表情を浮かべ装置からゆっくりと起き上がるシーンが日本語版スタッフの手で追加され、このことが分かりやすくなっている。これは専用に撮影された映像ではなく本編でクエイドがリコール社の装置に横になるシーンをスローで逆再生したものである。
エピソード
主演のシュワルツェネッガーが2003年にカリフォルニア州知事選挙出馬を決めたのは、当時の州知事であるグレイ・デイヴィス（Gray Davis）がリコールされたことが直接のきっかけであったが、それを報じた現地のタブロイド紙の見出しは“Total Recall”であった。彼の自伝のタイトルも“Total Recall: My Unbelievably True Life Story” ISBN 978-1451662436 である。
『SF新世紀レンズマン』などの制作協力でも知られる金子満のメトロライトスタジオがアカデミー特別業績賞を受賞するが、これは地下鉄駅の武装スキャンで骨格が映るシーンの制作にて、当時の最新技術だったモーションキャプチャシステムがうまく作動せず、メトロ・ゴールドウィン・メイヤーでアシスタント・プロデューサーの経験もあった金子が、窮余の一策でハーフミラーを使ってシュワルツェネッガーのビデオショットを1枚ずつコンピューターモニターに投射し、モニター上の骸骨モデルをビデオの動き通りの位置に張り付けるロトスコープの使用を提案する。それがアカデミーの技術協会から、「お金をかけなくても良い効果を生み出せる例」として評価された。

## 漫画
日本公開直前に小学館の学年別学習雑誌『小学六年生』にダイジェスト版として漫画化されており、エンディング以外の全編を駆け足で書いた作品になっている。主に登場するのはクエイド、メリーナ、コーヘイゲンで、リコール社やローリーなどは登場しない。クアトーも台詞こそあるものの、姿は影に包まれたものとなっている。

## リメイク版
2012年にレン・ワイズマン監督によるリメイク作品が公開された。主演はコリン・ファレル、配給はコロンビア ピクチャーズ。

## 備考
- コブラ (漫画) - 主人公が好みの夢を見させる「トリップ・ムービー」をきっかけに記憶を取り戻す。